# ماي كيتسون
ماي كيتسون (بالإنجليزية: May Kitson)‏ هي ممثلة أمريكية، ولدت في 29 أكتوبر 1864 في لندن في المملكة المتحدة، وتوفيت في 17 يونيو 1945 في سان دييغو في الولايات المتحدة بسبب مرض.

## وصلات خارجية
- ماي كيتسون على موقع IMDb (الإنجليزية)